# 韩能
韩能爵士（ Sir Nicholas John Hannen ，1842年8月24日—1900年4月27日）是一名英国大律師、外交官和法官，韓能曾於1881年至1891年期間出任英国日本法院法官。1891年至1900年期間出任英國在華最高法院首席大法官（大英按察使司衙門按察使），1891年至1897年兼任英國驻上海总领事。

## 生平
韩能曾就讀於伦敦大学学院。1866年，他被內殿律師學院授予律師執業資格。 1868年。韓能移居上海市。1869年，韓能结婚。
1871年至1874年，他出任英國在華及在日最高法院代理助理法官，當時他的辦公地點位於日本横滨。後來他又回到上海。 
1881年，他出任英国日本法院法官。 
1891年，韩能出任英國在華及在日最高法院首席大法官兼英國驻上海總領事。不過在华外籍人士反對韓能兼任領事，他們反對有人身兼司法和行政职务，因為這違反了三權分立。因而韓能是首位也是唯一一位兼任總領事的英國在華及在日最高法院首席大法官。  1897年，韓能不再兼任英國驻上海總領事，不過他繼續擔任英國在華及在日最高法院首席大法官。 
1895年7月18日，韓能在溫莎城堡被封为爵士。

## 死亡
韓能原打算于1900年5月退休。 1900年4月27日，他因肺炎引起的心力衰竭而去世。 他的葬禮在上海圣三一堂舉行。 他的骨灰被带回英国安葬。 

## 海能路
上海虹口区的海南路原名海能路（Hannen Road），該路路名就是出自韓能。後來該道路更名为海南路。